# Antic forn de pa de Castellet
L'Antic forn de pa de Castellet i la Gornal és una obra de Castellet i la Gornal (Alt Penedès) protegida com a Bé Cultural d'Interès Local.

## Descripció
L'antic forn de pa de Castellet i la Gornal es troba a l'immoble situat al carrer del Forn, 7 que data de 1900, segons la fitxa cadastral.
El forn de llenya està adossat al mur de llevant. La cambra de cocció del forn es de rajols refractaris i té un diàmetre interior de 4.3m. La boca del forn té una porta antifum de guillotina de ferro amb una palanca de seguretat amb contrapès a l'extrem que permetia mantenir la porta en qualsevol posició. Aixa no calia obrir la porta totalment i s'evitava la perdua d'escalfor. A la porta hi ha la inscripció "TALLERES BELART" formant un semicercle i a sota posa "SABADELL". A nivell de sòl hi ha dues obertures separades uns dos metres entre si en forma de túnel de 4.2m de longitud. 0.56m d'alçada i 0.42 m d'amplada, on caurien les brases i cendres produïdes per la combustió de la llenya a la cambra del forn.
A la mateixa estança es conserva la pastera de fusta que servia per barrejar la farina amb l'aigua, la sal i el llevat.
El combustible era la llenya. Es feia la brasa i en aquest cas queia per uns orificis a les dues galeries que hi ha sota la cambra de cocció. Es netejava la superficie del forn i es posaven els pans a coure